# Herrarnas fyra utan styrman i rodd vid olympiska sommarspelen 2012
Herrarnas fyra utan styrman i rodd vid olympiska sommarspelen 2012 avgjordes mellan den 30 juli och 4 augusti 2012.

## Medaljörer
| Gren              | Guld                                                                | Silver                                                                   | Brons                                                  |
| Fyra utan styrman | Storbritannien Alex Gregory Tom James Pete Reed Andrew Triggs-Hodge | Australien James Chapman Joshua Dunkley-Smith Drew Ginn William Lockwood | USA Charlie Cole Scott Gault Glenn Ochal Henrik Rummel |

## Resultat

### Heat

#### Heat 1
| Placering | Roddare                                | Land        | Tid     | Noteringar |
| --------- | -------------------------------------- | ----------- | ------- | ---------- |
| 1         | Chapman, Dunkley-Smith, Ginn, Lockwood | Australien  | 5:47,06 | Q          |
| 2         | Hauffe, Käufer, Schmidt, Seifert       | Tyskland    | 5:49,84 | Q          |
| 3         | Dean, Jacob, O'Farrell, Wilkinson      | Kanada      | 5:50,78 | Q          |
| 4         | Harris, O'Neill, Uru, Williams         | Nya Zeeland | 5:51,84 |            |
| 5         | Đerić, Jagar, Vasić, Vuković           | Serbien     | 5:53,35 |            |

#### Heat 2
| Placering | Roddare                                   | Land           | Tid     | Noteringar |
| --------- | ----------------------------------------- | -------------- | ------- | ---------- |
| 1         | Gregory, James, Reed, Triggs-Hodge        | Storbritannien | 5:50,27 | Q          |
| 2         | Cozmiuc, Curuea, Palamariu, Pîrghie       | Rumänien       | 5:52,87 | Q          |
| 3         | Kazubouski, Lialin, Mihal, Shcharbachenia | Belarus        | 5:53,26 | Q          |
| 4         | Bruncvík, Horváth, Klang, Podrazil        | Tjeckien       | 5:54,37 | R          |

#### Heat 3
| Placering | Roddare                                  | Land          | Tid     | Noteringar |
| --------- | ---------------------------------------- | ------------- | ------- | ---------- |
| 1         | Cole, Gault, Ochal, Rummel               | USA           | 5:54,88 | Q          |
| 2         | Hendriks, Knab, Meylink, Versluis        | Nederländerna | 5:55,99 | Q          |
| 3         | Christou, Papachristos, Tsilis, Tziallas | Grekland      | 5:57,71 | Q          |
| 4         | Agamennoni, Capelli, Paonessa, Venier    | Italien       | 6:02,01 | R          |

### Återkval
| Placering | Roddare                               | Land        | Tid     | Noteringar |
| --------- | ------------------------------------- | ----------- | ------- | ---------- |
| 1         | Đerić, Jagar, Vasić, Vuković          | Serbien     | 6:01,97 | Q          |
| 2         | Harris, O'Neill, Uru, Williams        | Nya Zeeland | 6:03,66 | Q          |
| 3         | Agamennoni, Capelli, Paonessa, Venier | Italien     | 6:04,27 | Q          |
| 4         | Bruncvík, Horváth, Klang, Podrazil    | Tjeckien    | 6:04,56 |            |

### Semifinaler

#### Semifinal 1
| Placering | Roddare                                   | Land           | Tid     | Noteringar |
| --------- | ----------------------------------------- | -------------- | ------- | ---------- |
| 1         | Gregory, James, Reed, Triggs-Hodge        | Storbritannien | 5:58,26 | Q          |
| 2         | Chapman, Dunkley-Smith, Ginn, Lockwood    | Australien     | 5:59,23 | Q          |
| 3         | Hendriks, Knab, Meylink, Versluis         | Nederländerna  | 6:03,71 | Q          |
| 4         | Agamennoni, Capelli, Paonessa, Venier     | Italien        | 6:05,00 |            |
| 5         | Kazubouski, Lialin, Mihal, Shcharbachenia | Belarus        | 6:05,26 |            |
| 6         | Đerić, Jagar, Vasić, Vuković              | Serbien        | 6:07,41 |            |

#### Semifinal 2
| Placering | Roddare                                  | Land        | Tid     | Noteringar |
| --------- | ---------------------------------------- | ----------- | ------- | ---------- |
| 1         | Cole, Gault, Ochal, Rummel               | USA         | 6:01,72 | Q          |
| 2         | Christou, Papachristos, Tsilis, Tziallas | Grekland    | 6:02,61 | Q          |
| 3         | Hauffe, Käufer, Schmidt, Seifert         | Tyskland    | 6:04,61 | Q          |
| 4         | Harris, O'Neill, Uru, Williams           | Nya Zeeland | 6:06,36 |            |
| 5         | Dean, Jacob, O'Farrell, Wilkinson        | Kanada      | 6:08,90 |            |
| 6         | Cozmiuc, Curuea, Palamariu, Pîrghie      | Rumänien    | 6:12,74 |            |

### Finaler

#### Final B
| Placering | Canoer                                    | Land        | Tid     | Noteringar |
| --------- | ----------------------------------------- | ----------- | ------- | ---------- |
| 1         | Kazubouski, Lialin, Mihal, Shcharbachenia | Belarus     | 6:09,31 |            |
| 2         | Agamennoni, Capelli, Paonessa, Venier     | Italien     | 6:09,42 |            |
| 3         | Dean, Jacob, O'Farrell, Wilkinson         | Kanada      | 6:11,15 |            |
| 4         | Đerić, Jagar, Vasić, Vuković              | Serbien     | 6:11,94 |            |
| 5         | Harris, O'Neill, Uru, Williams            | Nya Zeeland | 6:11,97 |            |
| 6         | Cozmiuc, Curuea, Palamariu, Pîrghie       | Rumänien    | 6:16,20 |            |

#### Final A
| Placering | Roddare                                  | Land           | Tid     | Noteringar |
| --------- | ---------------------------------------- | -------------- | ------- | ---------- |
| 1         | Gregory, James, Reed, Triggs-Hodge       | Storbritannien | 6:03,97 |            |
| 2         | Chapman, Dunkley-Smith, Ginn, Lockwood   | Australien     | 6:05,19 |            |
| 3         | Cole, Gault, Ochal, Rummel               | USA            | 6:07,20 |            |
| 4         | Christou, Papachristos, Tsilis, Tziallas | Grekland       | 6:11,43 |            |
| 5         | Hendriks, Knab, Meylink, Versluis        | Nederländerna  | 6:14,78 |            |
| 6         | Hauffe, Käufer, Schmidt, Seifert         | Tyskland       | 6:16,37 |            |